# Nou Camp d'Inca
El Nou Camp d'Inca és un camp de futbol de la ciutat d'Inca (Mallorca). Fou bastit pel CE Constància d'Inca el 1964 i inaugurat un any més tard en un partit contra l'Elx CF, després que el club abandonàs l'antic camp del Cós. Té un aforament per uns 10.000 espectadors, 1.000 dels quals en seients a tribuna coberta i la resta a descoberta damunt les mateixes grades.
El 2014 el Constància hagué d'abandonar el camp perquè no es podia fer càrrec del manteniment de les instal·lacions i de la gespa, que eren propietat del club. El club arribà a un acord amb l'Ajuntament, que esdevendria propietari del camp, de manera que l'estadi fou reobert el febrer de 2017 amb la gespa, el sistema de rec i l'enllumenat renovats, després que hagués estat en estat d'abandonament durant més d'un any i mig. Tot plegat tengué un cost d'uns 70.000 €.

## Galeria

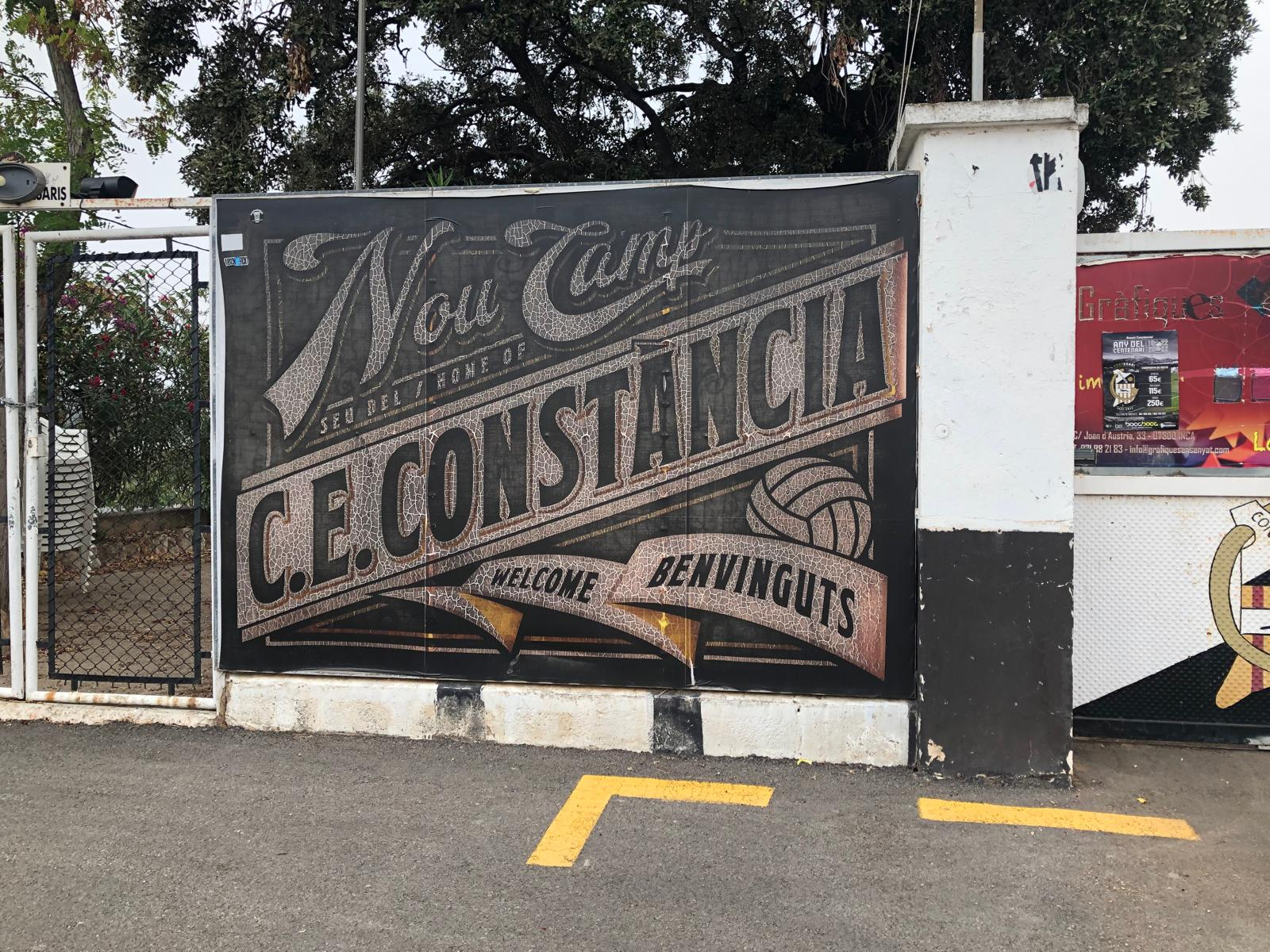
Porta d'entrada del Nou Camp d'Inca